# Shonan Bellmare 1993
Questa voce raccoglie le informazioni riguardanti lo Shonan Bellmare nelle competizioni ufficiali della stagione 1993.

## Stagione
Ottenuta l'affiliazione alla J. League in seguito al cambio del nome in Shonan Bellmare e della sede a Hiratsuka, la squadra vinse la prima divisione della Japan Football League ottenendo definitivamente lo status di club professionistico. Al termine della stagione lo Shonan Bellmare partecipò alla Coppa dell'Imperatore, dove fu eliminato al primo turno dal Cosmo Oil.

## Rosa
| N. |                     | Ruolo | Calciatore        |
| -- | ------------------- | ----- | ----------------- |
| 1  | Giappone (bandiera) | P     | Kiyoto Furushima  |
| 2  | Giappone (bandiera) | D     | Yutaka Ikeuchi    |
| 3  | Giappone (bandiera) | D     | Katsuyoshi Shintō |
| 4  | Brasile (bandiera)  | C     | Edson             |
| 5  | Giappone (bandiera) | D     | Hiroaki Kumon     |
| 6  | Giappone (bandiera) | D     | Yoshihiro Natsuka |
| 7  | Giappone (bandiera) | A     | Kōji Noguchi      |
| 8  | Giappone (bandiera) | D     | Akira Narahashi   |
| 9  | Brasile (bandiera)  | A     | Mirandinha        |
| 10 | Brasile (bandiera)  | C     | Betinho           |
| 12 | Giappone (bandiera) | C     | Atsushi Mori      |
| 13 | Giappone (bandiera) | C     | Teruo Iwamoto     |
| 15 | Giappone (bandiera) | D     | Taku Watanabe     |

| N. |                     | Ruolo | Calciatore        |
| -- | ------------------- | ----- | ----------------- |
| 16 | Giappone (bandiera) | C     | Hiroaki Matsuyama |
| 20 | Giappone (bandiera) | D     | Hironari Iwamoto  |
| 21 | Giappone (bandiera) | P     | Nobuyuki Kojima   |
| 31 | Giappone (bandiera) | C     | Masashi Miyamura  |
|    | Giappone (bandiera) | P     | Hitoshi Sasaki    |
|    | Giappone (bandiera) | C     | Masato Harasaki   |
|    | Giappone (bandiera) | C     | Daichi Matsuyama  |
|    | Giappone (bandiera) | C     | Teppei Nishiyama  |
|    | Giappone (bandiera) | C     | Tetsuya Takada    |
|    | Giappone (bandiera) | C     | Teppei Nishiyama  |
|    | Giappone (bandiera) | C     | Tamotsu Nakamura  |
|    | Giappone (bandiera) |       | Kenji Ishida      |

## Statistiche

### Statistiche di squadra
| Competizione          | Punti | Totale | Totale | Totale | Totale | Totale | Totale | DR  |
| Competizione          | Punti | G      | V      | N      | P      | Gf     | Gs     | DR  |
| --------------------- | ----- | ------ | ------ | ------ | ------ | ------ | ------ | --- |
| JFL Division 1        | -     | 18     | 16     | 0      | 2      | 49     | 12     | +37 |
| Coppa dell'Imperatore | -     | 1      | 0      | 0      | 1      | 0      | 1      | -1  |
| Totale                | -     | 19     | 16     | 0      | 3      | 49     | 13     | +36 |

### Statistiche dei giocatori
| Giocatore    | JFL Division 1 | JFL Division 1 | JFL Division 1 | JFL Division 1 | Coppa dell'Imperatore | Coppa dell'Imperatore | Coppa dell'Imperatore | Coppa dell'Imperatore | Totale   | Totale | Totale      | Totale     |
| Giocatore    | Presenze       | Reti           | Ammonizioni    | Espulsioni     | Presenze              | Reti                  | Ammonizioni           | Espulsioni            | Presenze | Reti   | Ammonizioni | Espulsioni |
| ------------ | -------------- | -------------- | -------------- | -------------- | --------------------- | --------------------- | --------------------- | --------------------- | -------- | ------ | ----------- | ---------- |
| Edson        | 18             | 4              | 0              | 0              | 1                     | 0                     | 0                     | 0                     | 19       | 4      | 0           | 0          |
| K. Furushima | 18             | 0              | ?              | ?              | 0                     | 0                     | 0                     | 0                     | 18       | 0      | 0+          | 0+         |
| Y. Ikeuchi   | ?              | ?              | ?              | ?              | 0                     | 0                     | 0                     | 0                     | 0+       | 0+     | 0+          | 0+         |
| H. Iwamoto   | 9              | 1              | ?              | ?              | 1                     | 0                     | 0                     | 0                     | 10       | 1      | 0+          | 0+         |
| T. Iwamoto   | 10             | 1              | ?              | ?              | 1                     | 0                     | 0                     | 0                     | 11       | 1      | 0+          | 0+         |
| D. Matsuyama | 5              | 0              | ?              | ?              | 0                     | 0                     | 0                     | 0                     | 5        | 0      | 0+          | 0+         |
| H. Matsuyama | 18             | 1              | ?              | ?              | 1                     | 0                     | 0                     | 0                     | 19       | 1      | 0+          | 0+         |
| M. Miyamura  | 4              | 0              | 0              | 0              | 0                     | 0                     | 0                     | 0                     | 4        | 0      | 0           | 0          |
| A. Narahashi | 17             | 5              | ?              | ?              | 1                     | 0                     | 0                     | 0                     | 18       | 5      | 0+          | 0+         |
| Y. Natsuka   | 18             | 1              | ?              | ?              | 1                     | 0                     | 0                     | 0                     | 19       | 1      | 0+          | 0+         |
| K. Noguchi   | 18             | 10             | ?              | ?              | 1                     | 0                     | 0                     | 0                     | 19       | 10     | 0+          | 0+         |
| T. Watanabe  | 16             | 1              | ?              | ?              | 1                     | 0                     | 0                     | 0                     | 17       | 1      | 0+          | 0+         |